# Nicolas de Besse

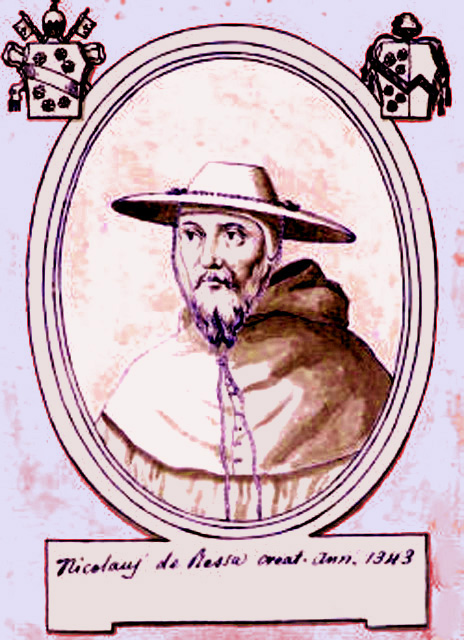
Kardinal Nicolas de Besse

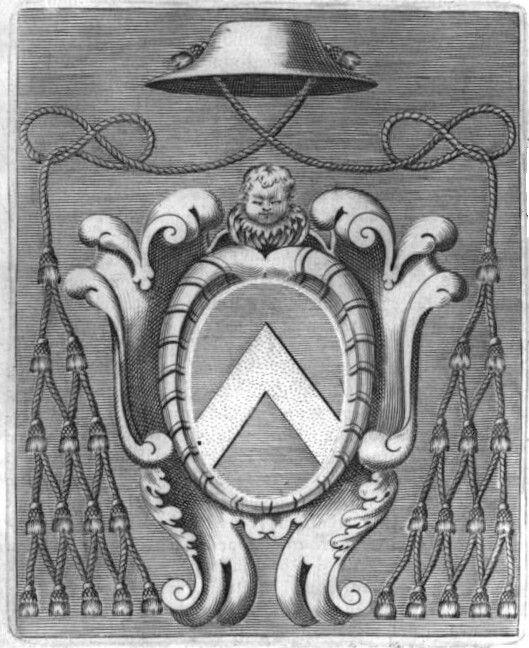
Kardinalswappen

Nicolas de Besse (* 1322 in der Diözese Limoges; † 5. November 1369 in Rom) war ein französischer Bischof und Kardinal. Er war ein Sohn von Jacques de Besse, Seigneur de Bellefaye, und Almodie (Delphine) Roger, Schwester von Papst Clemens VI. Sein Bruder Pierre de Besse wurde Seigneur de Bellefaye, er heiratete Marguerite de Thiers.

## Leben
In seiner Jugend wurde er von seinem Onkel Pierre Roger de Beaufort, der zu dieser Zeit (1331–1338) Erzbischof von Rouen war, zur Ausbildung nach Paris und später nach Orleans geschickt. Der Papst erinnerte sich später: „Wir fingen an, ihn aufzuziehen, und wir ließen ihn nach Paris kommen, und dort ließen wir ihn studieren. Später studierte er in Orleans, wo er immer noch las, als wir ihn an die Kurie geladen hatten.“

### Frühe Präferenz
Bis 1343 war er ein Kanoniker der Kirche von Paris. Er war Archidiakon von Ponthieu im Bistum Amiens, obwohl er nur die niederen Weihen hatte. Er war auch Kaplan und Tischgenosse (commensualis) seines Onkels, Papst Clemens, im Papstpalast in Avignon.
1343 wurde Nicolas auch zum Archidiakon von Condroz ernannt.  1351 wird er als Archidiakon von Köln erwähnt. Am 27. August 1343 wurde seine Wahl zum Bischof von Limoges von Papst Clemens VI. bestätigt – da war er erst 21 Jahre alt. Er wurde nie zum Bischof geweiht. Sein Nachfolger wurde am 28. Februar 1344 bestätigt.
Als Bischof von Limoges war Nicolas am 16. Januar 1344 am päpstlichen Hof, als Ludwig der Bayer dem Papst Treue schwor.

### Kardinal von Limoges
Am 19. Mai 1344, bei seinem zweiten Konsistorium zur Ernennung von Kardinälen, nannte Clemens VI. zwei Namen, Pierre Bertrand de Colombier und Nicolas de Besse. In seiner Rede (collatio) nach der Diskussion und Entscheidung, bemerkte der Papst: „Aber was werden Sie über diesen Bischof von Limoges [Nicolas] sagen? Wir sagen wirklich, was wir gestern Morgen gesagt haben, als wir in das Konsistorium eingetreten sind, dass wir so viel über seine Ernennung nachgedacht hatten und dass wir dachten, dass diese Sache nicht sein sollte. Aber auf Antrag des gesamten Kardinalskollegiums, ohne abweichende Stimmen, schien es am besten, ihn zu erheben. Es gab Kardinäle, die gesagt hatten, sie würden dem Bischof von Arras nicht zustimmen, wenn wir diesen Nicolas nicht erheben würden. Und deshalb haben wir ihn erhöht.“ Kardinal Nicolas wurde Kardinaldiakon von Santa Maria in Via Lata. Er wurde dennoch üblicherweise „Kardinal von Limoges“ genannt. Am 2. Dezember 1344 war der neue Kardinal bei einem Konsistorium anwesend, auf dem der Papst eine Bulle zugunsten der Abtei Jumièges ausstellte. 14 Kardinäle unterschrieben, darunter auch Kardinal de Besse. Das Originaldokument ist erhalten geblieben, somit auch seine Originalunterschrift.

### Konklave von 1352
Papst Clemens starb am 6. Dezember 1352 in Avignon. Das Konklave zur Wahl seines Nachfolgers begann am 16. Dezember 1352 in Apostolischen Palast in Avignon mit 26 Kardinälen, darunter Nicolas de Besse. Am Morgen des 18. Dezember wählten sie Kardinal Étienne Aubert der sich Innozenz VI. nannte. Er wurde am 30. Dezember 1352 gekrönt. Einige Monate nach dem Konklave, im Jahr 1353, wurde die Leiche des verstorbenen Papstes in die Abtei La Chaise-Dieu (Casa Dei) überführt, wo er im Zentrum des Chores der Kirche liegt. Er wurde auf seinem letzten Weg von fünf seiner Neffen begleitet, den Kardinälen Hugues Roger, Guillaume de La Jugie, Nicolas de Besse, Pierre Roger de Beaufort und Guillaume d’Aigrefeuille l’Ancien.
Im Jahr 1362 versuchten die Kardinäle Nicolas de Besse, Guy de Boulogne und Pierre de Belfort, einen Streit zwischen dem Grafen von Armagnac und dem Vicomte von Turenne (Guillaume III. Roger de Beaufort) zu den Baronien von Pertuis, Meyrargues, Séderon und Les Pennes zu schlichten. Es wurde behauptet, sie seien illegal vom Vicomte besetzt worden, der wiederum angab, sie von König Ludwig und Königin Johanna I. von Neapel als Graf und der Gräfin der Provence, erhalten zu haben. Die drei Kardinäle waren ausgewählt worden, weil sie „Verwandte und Freunde der beiden Parteien“ waren. Es wurde ein finanzieller Ausgleich vereinbart, der jedoch die Gewalt und den Habgier des Vicomte nicht aufhalten konnte.

### Konklave von 1362
Im September 1362, nach dem Tod von Papst Innozenz VI., war das Kardinalskollegium (Froissart folgend) bei der Wahl eines Nachfolgers in zwei Fraktionen gespalten, eine unterstützte Guy de Boulogne, die andere Hélie de Talleyrand-Périgord. Am Ende wurde ein Kompromisskandidat gewählt, Guillaume Grimoard, der seit 1361 Abt von Saint-Victor in Marseille und zur Zeit Apostolischer Legat im Königreich Sizilien war und am Konklave nicht teilnahm, nicht einmal Kardinal war. Die Entscheidung wurde vielleicht am 28. September getroffen, jedoch erst am Tag nach der Ankunft von Abt Grimoard in Avignon am 31. Oktober veröffentlicht. Als Papst nannte Grimoard sich Urban V.
Kardinal Nicolas wurde 1366 zum Kardinalprotektor des Minoritenordens ernannt, als Nachfolger von Kardinal Hélie de Talleyrand de Périgord. 1367 nahm er am Generalkapitel der Franziskaner in Assisi teil, das am 6. Juni eröffnet wurde und auf dem Fr. Tommaso de Farignano zum Generalminister gewählt wurde.

### Besuch in Rom
Papst Urban V. hatte schließlich Forderungen aus allen Richtungen zugestimmt, nach Rom zurückzukehren. Am 20. Mai 1367 stach der päpstliche Hof von Marseille aus in See. Nur fünf Kardinäle begleiteten den Papst nicht auf dieser Reise. Nicolas de Besse nahm an der Passage teil. Am 23. Mai wurde Genua erreicht, am 1. Juni Pisa über Livorno. Die Reise endete in Viterbo, während Papst Urban die Leiche seines alten Freundes Kardinal Gil Álvarez Carillo de Albornoz, der am 24. August verstorben war, nach Assisi brachte, da er in der Basilika San Francesco begraben werden wollte. Am Samstag, dem 16. Oktober 1367, war wieder ein Papst in Rom. Am 31. Oktober 1367 weihte der Papst Kardinal Guillaume d’Aigrefeuille l’Ancien zum Bischof von Sabina, und es wurde bemerkt, dass dies das erste Mal seit der Regierungszeit von Bonifatius VIII. (1295–1303) war, dass ein Papst die Messe am Hochaltar des Petersdoms feierte. Kaiser Karl IV. besuchte Italien 1368, und, zu Allerheiligen, am 1. November 1368, krönte der Papst Elisabeth von Pommern in der Vatikanbasilika zur Kaiserin. Kardinal Nicolas de Besse war wahrscheinlich bei all diesen Veranstaltungen anwesend.
Kardinal de Besse befand sich im Herbst 1369 zusammen mit Papst Urban in Rom und wurde als einer der Kardinäle bestimmt, die der Unterzeichnung des Glaubensbekenntnisses des byzantinischen Kaisers Johannes V. beiwohnen würden. Die Zeremonien fanden am 22. Oktober in Anwesenheit des Papstes in der Vatikanbasilika statt.

### Tod und Beerdigung
Zwei Wochen nach dem kaiserlichen Glaubensbekenntnis, am 5. November 1369, starb Kardinal Nicolas de Besse in Rom. Sein Leichnam wurde nach Frankreich gebracht. Er wurde in der Kathedrale von Limoges in der Kapelle Sainte-Marie-Madeleine (später Chapelle Saint Maurice genannt) bestattet.